# Malija, Kreta
Malija (grško Μάλια) je obalno mesto in občinska enota v severovzhodnem kotu regije Iraklion na Kreti v Grčiji. Je del občine Hersonissos in je približno 34 kilometrov vzhodno od Irakliona. Leta 2021 je bilo v občinski enoti zabeleženih 5501 prebivalcev. Območje obsega tudi vasi Močos (grško Μοχός), Krasi (grško Κράσι) in Stalida (grško Σταλίδα), ki pokrivajo skupno površino 60.720 kvadratnih kilometrov. Malija je znana kot turistična destinacija, še posebej znana po živahnem nočnem življenju. Poleg tega je mesto dom minojskih ruševin, ki so tri kilometre vzhodneje in obsegajo približno 1 kvadratni kilometer.

## Opis
Znani so po svojih vrtnarskih izdelkih, slikovitih mlinih na veter, mokrišču z redko floro in favno, peščeni plaži na njihovi plaži in bogati vodi. Danes je svetovljansko turistično središče s čudovitimi hoteli in spodobnimi počitniškimi naselji, turističnimi trgovinami itd.
Malija živi predvsem od turizma in ima šest plaž s številnimi hoteli. Prvotna lokacija je približno 1 km od obale. Na Dimokratias, ulici, ki vodi od glavnega trga do plaže, so številne diskoteke, restavracije in trgovine s spominki. V visoki sezoni pridejo v Malio predvsem mladi obiskovalci in Dimokratia se spremeni v zabavo.
Približno 1,7 km severovzhodno od središča mesta je Agio Pnevma, majhno pristanišče Malije, približno 3 km vzhodno pa je palača Malija in nekropola Krisolakos.

## Zgodovina
Malija je bila prvič omenjena leta 1390 v beneških spisih in zemljevidih kot Manlia in Maglia. Potem ko so državo leta 1646 osvojili Osmani, je Malija postala sultanova osebna last. Šele leta 1850 se je to spremenilo in prebivalci Malije so dobili zemljiško last. Kljub temu je bilo prebivalstvo revno, saj so pridelovali predvsem ječmen in fižol. Šele ko so zgradili mline na veter za pogon namakalnih črpalk, so lahko ljudje gojili okro, kumare, paradižnik, krompir in lubenice ter tako dosegli določeno stopnjo blaginje. Tudi banano, uvoženo iz Egipta, so gojili v Maliji.
Med drugo svetovno vojno so Nemci osvojili Kreto. Za boljšo obrambo otoka so obalne pasove minirali. Ko so po vojni polja spet obdelovali, so številne kmete ubile mine. Od leta 1950 naprej se je turizem povečal in okoli leta 1960 je bil odprt prvi hotel ob plaži v Maliji, Grammatikakis.

### Arheologija
Vzhodno od Malije je minojska palača. Na celotnem območju je bilo v starih časih mesto z danes neznanim imenom. V arheoloških spisih je navedena kot palača Malija. Območje se danes imenuje Tarmaros in domneva se, da je to ime povezano z imenom starodavnega mesta. Verjame se tudi, da je v mestu živel starodavni kralj Sarpidon, sin Zevsa in Evrope. Sarpedona je izgnal njegov brat Minos in zatočišče je našel v Likiji v Mali Aziji. Za palačo velja, da je bila prezidana v času gradnje palač v Knososu in Fajstosu in je sledila njuni usodi. Približno leta 1700 pr. n. št. uničena iz neznanega vzroka, nato ponovno zgrajena in ponovno uničena leta 1450 pr. n. št. Mesto je bilo še naprej naseljeno, čeprav palača ni bila obnovljena. Zahodno od palače na lokaciji Marmara je bila odkrita zgodnjekrščanska bazilika. Tam je bil najden marmorni sarkofag.
Arheološko najdišče Malija je bilo sprva neznano. Do zadnjih desetletij je pripadal prefekturi Lasiti. Leta 1880 je lastnik območja Elliniko Livadi odkril nekaj zlatih lističev, približno 500 metrov zahodno od palače. Ta dogodek je povzročil, da so celotno območje prekopali iskalci zlata. Od takrat se območje imenuje Krisolakkos. Leta 1915, po odkritju novih najdb, je obstoj starin na tem mestu ugotovil arheolog Iosif Hatzidakis. Po Hatzidakiju je izkopavanja nadaljevala francoska arheološka šola. Kot so pokazala izkopavanja, so se prebivalci starodavne Malije ukvarjali z ribolovom in poljedelstvom. Območje ni bilo tako bogato kot Knosos in Fajstos.

## Ime
Ime izhaja iz toponima Omalia>Malia = ravnina. V izvirni jezikovni obliki je ohranjen v toponimu Omales (os), ki je ravninsko območje severno od Selene in na planotah Omalos Diktisa in Belih gora. Leta 1583 se omenja Villa di Maglia s 620 prebivalci. Leta 1881 je imela 800 krščanskih prebivalcev. Turki v Maliji niso živeli.

## Cerkve
Na glavnem trgu stoji sodobna glavna cerkev Agios Nektarios. Cerkev s križno kupolo je okrasil hagiograf Michael Vasilakis. 50 m vzhodno od glavne cerkve je dvojna cerkev Agios Ioannis, ki je bila zgrajena leta 1891.
120 m vzhodneje je triladijska cerkev Panagia Galatiani (grško Παναγίας της Γαλατιανής). Njeno ime naj bi izhajalo iz dejstva, da so pastirji mešali mleko svojih živali v malto, iz katere je bila zgrajena cerkev. Cerkev izvirno izvira iz beneškega obdobja in je bila zgrajena okoli leta 1400. V cerkvi je stara ikona Panagia Kardiotissa in svetega Tripuna. Stavba je prvotno uporabljala arhitekturne elemente iz starejših stavb. V začetku 19. stoletja so jo prenovili in ob koncu 19. stoletja k južni ladji prizidali zvonik. Danes je v cerkvi manjši muzej ikon.
80 m južno od Panagie Galatiani je cerkev Agios Dimitrios. Zgrajena je bila leta 1910 na temeljih starejše cerkve. 180 m južno od glavne cerkve na Trgu svetega Jurija je istoimenska enoladijska cerkev Agios Georgios. Nasproti osrednje plaže je otoček Afendis Christos (Odrešenikovo spremenjenje) z istoimensko cerkvijo. V pristanišču Malija stoji cerkev Agio Pnevma in na hribu približno 3 km vzhodno od mesta stoji cerkev Profitis Ilias.